# ألنارب
ألنارب (بالسويدية: Alnarp، النطق السويدي: [ˈɑ̂ːlnarp]) هي قرية وحرم جامعي يقع في بلدية لوما، بمحافظة اسكونه، السويد، بين مدينتي لوند ومالمو.
أول ذكر مكتوب لألنارب يعود إلى عام 1325. وفي عام 1674 أصبحت المقر الرسمي للحاكم العام لمنطقة سكونه. في عام 1862، تم بناء قلعة ألنارب الحالية لتكون مقرًا لمدرسة زراعية جديدة، وهي الآن جزء من حرم ألنارب التابع للجامعة السويدية للعلوم الزراعية.
كما كانت ألنارب مقرًا رئيسيًا لمنظمة “نوردجن” (NordGen). وتشتهر الحديقة المحيطة بقلعة ألنارب بتنوعها الكبير في أنواع الأشجار. ويضم الحرم أيضًا “حديقة التأهيل في ألنارب”، حيث تقوم الجامعة السويدية للعلوم الزراعية بإجراء أبحاث وتقديم تعليم في مجالات العلاج البستني، وعلم النفس البيئي، وتصميم المناظر الطبيعية، مع التركيز على العلاقة بين التواجد في الطبيعة والحدائق وصحة الإنسان ورفاهيته.

## الأنشطة المتعلقة بالزراعة
تعتبر Alnarp أحد الحرم الجامعية للجامعة السويدية للعلوم الزراعية . كما تعد Alnarp موطنًا للعديد من الشركات والعمليات المتخصصة، مثل المقر الرئيسي لبنك الجينات الشمالي ، NordGen ، والمقر الرئيسي لشركة Swedish Machine Testing .

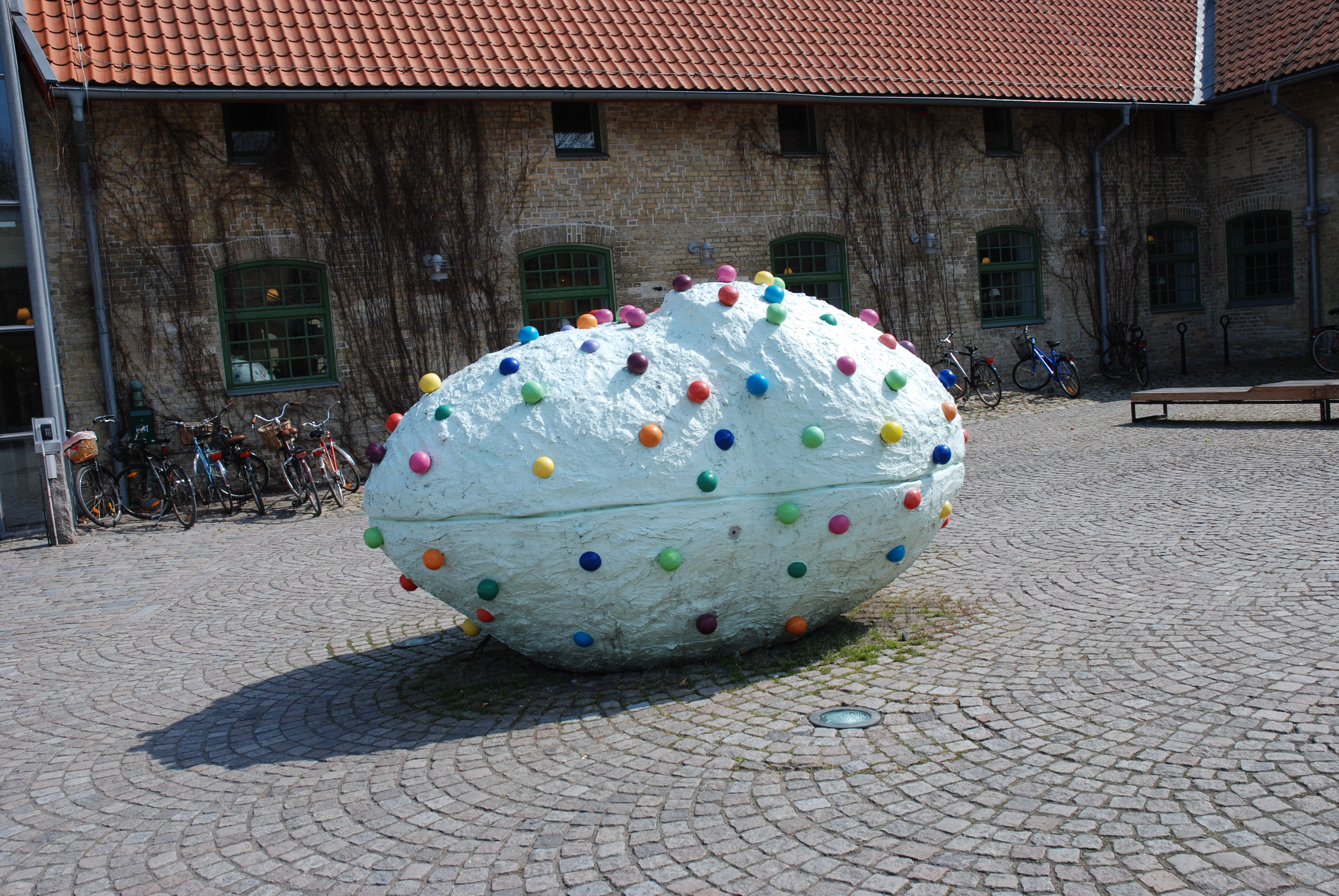
قلب بوبو ، منحوتة في الجامعة السويدية للعلوم الزراعية من تصميم كاتارينا نورلينج

## تاريخ
تم ذكر Alnarp في الأدب منذ عام 1145، عندما كانت بالفعل قصرًا به ممتلكات كبيرة. يُعتقد أن الاسم نشأ من "عقار Alnes"، وفي عام 1145 تم تسميته Alnethorp أو Alnedorp. بعد أن أصبحت سكانيا سويدية في عام 1658، أصبحت ألنارب ملكية للتاج السويدي، وتم استخدامها لاحقًا كمقر رسمي للحاكم العام لمنطقة سكونه. كانت مزارع مانور ألنارب تمتد إلى القرى المجاورة مثل كارستورب، وفينستورب، وتاغارب، ولوما.